# Moscow Cup
A Moscow Cup é uma competição ciclista profissional que se disputa anualmente na Rússia. Esteve denominada como Mayor Cup entre 2005 e 2014.
Começou-se a disputar em 2005, coincidindo com a criação dos Circuitos Continentais da UCI, fazendo parte do UCI Europe Tour, dentro da categoria 1.2 (última categoria do profissionalismo para carreiras de um dia).

## Palmarés
| Ano  | Vencedor          | Segundo                        | Terceiro             |
| ---- | ----------------- | ------------------------------ | -------------------- |
| 2005 | Ivan Terenine     | Alexander Gottfried            | Normunds Lasis       |
| 2006 | Normunds Lasis    | Aleksejs Saramotins            | Eduard Vorganov      |
| 2007 | Denis Galimzyanov | Aleksandr Mirónov              | Aleksejs Saramotins  |
| 2008 | Timofey Kritsky   | Anatoliy Yugov                 | Evgeny Reshetko      |
| 2009 | Mikhail Antonov   | Waleri Wladimirowitsch Walynin | Sergey Shcherbakov   |
| 2010 | Zsolt Dér         | Aleksandr Porsev               | Ivan Kovalev         |
| 2011 | Ivan Stević       | Dmitriy Kosyakov               | Dimitry Samokhvalov  |
| 2012 | Igor Boev         | Andi Bajc                      | Viacheslav Kuznetsov |
| 2013 | Vitaliy Buts      | Maksim Pokidov                 | Yuriy Agarkov        |
| 2014 | Sergey Lagutin    | Andris Smirnovs                | Māris Bogdanovičs    |
| 2015 | Serhi Lahkuti     | Denys Kostyuk                  | Siarhei Papok        |

## Palmarés por países
| País    | Vitórias |
| ------- | -------- |
| Rússia  | 6        |
| Sérvia  | 2        |
| Letônia | 1        |
| Ucrânia | 1        |